# Ghostbusters (bài hát)
"Ghostbusters" là một bài hát của nghệ sĩ thu âm người Mỹ Ray Parker Jr. nằm trong album nhạc phim của bộ phim năm 1984 cùng tên. Nó được phát hành vào ngày 1 tháng 5 năm 1984 như là đĩa đơn đầu tiên và duy nhất trích từ album nhạc phim bởi Arista Records. Bài hát được viết lời và sản xuất bởi Parker, sau khi ông được đạo diễn của bộ phim Ivan Reitman tiếp cận để viết một bài hát chủ đề cho bộ phim, và nam ca sĩ đã sáng tác nó mặc dù anh chỉ có vài ngày để thực hiện và không được tiết lộ về bất cứ điều gì liên quan đến nội dung phim ngoại trừ tiêu đề. Tuy nhiên, nó đã vấp phải một vụ kiện từ Huey Lewis vì cho rằng Parker đã đánh cắp ý tưởng từ bài hát năm 1984 của ông "I Want A New Drug" cho "Ghostbusters", và cả hai đã dàn xếp ngoài tòa và đồng ý không nói về vụ án trước công chúng, nhưng Lewis đã tiết lộ thông tin rằng Parker đã trả tiền để giải quyết vụ kiện vào năm 2001, dẫn đến việc Parker sau đó đã kiện Lewis vì vi phạm đến những điều khoản trong thỏa thuận của họ.
Sau khi phát hành, "Ghostbusters" nhận được những phản ứng tích cực từ các nhà phê bình âm nhạc, trong đó họ đánh giá cao giai điệu lôi cuốn và phù hợp với bộ phim, cũng như quá trình sản xuất nó. Ngoài ra, bài hát còn gặt hái nhiều giải thưởng và đề cử tại những lễ trao giải lớn, bao gồm chiến thắng một giải BAFTA năm 1985 cho Bài hát gốc được sáng tác cho phim xuất sắc nhất và một giải Grammy cho Trình diễn nhạc khí pop xuất sắc nhất tại lễ trao giải thường niên lần thứ 27, bên cạnh đề cử giải Quả cầu vàng và Oscar cho Bài hát gốc xuất sắc nhất vào năm 1985. "Ghostbusters" cũng tiếp nhận những thành công vượt trội về mặt thương mại, đứng đầu các bảng xếp hạng ở Bỉ, Canada, Pháp và Tây Ban Nha, đồng thời lọt vào top 10 ở tất cả những quốc gia nó xuất hiện, bao gồm vươn đến top 5 ở Úc, Đức, Ireland, Hà Lan, New Zealand, Na Uy, Thụy Điển, Thụy Sĩ và Vương quốc Anh. Tại Hoa Kỳ, nó đạt vị trí số một trên bảng xếp hạng Billboard Hot 100, trở thành đĩa đơn quán quân đầu tiên của Parker tại đây.
Video ca nhạc cho "Ghostbusters" được đạo diễn bởi Reitman, trong đó tập trung khai thác câu chuyện về một cô gái bị ám bởi một hồn ma (do Parker thủ vai), xen kẽ với những cảnh ông nhảy múa với dàn diễn viên Ghostbusters trên đường phố, bên cạnh sự xuất hiện đặc biệt của nhiều nghệ sĩ như George Wendt, Carly Simon và John Candy. Được ghi nhận là bài hát trứ danh trong sự nghiệp của nam ca sĩ, nó đã được hát lại và sử dụng làm nhạc mẫu bởi nhiều nghệ sĩ, như "Weird Al" Yankovic, Run–D.M.C., Missy Elliott, Fall Out Boy, Pentatonix, Pentatonix, Walk the Moon và G-Eazy, cũng như xuất hiện trong nhiều tác phẩm điện ảnh và truyền hình, bao gồm The Big Bang Theory, Castle, Doctor Who, EastEnders, The Simpsons và Stranger Things. Ngoài ra, "Ghostbusters" còn xuất hiện trong nhiều album tuyển tập của Parker, như Chartbusters (1985), Greatest Hits (1992) và The Best of Ray Parker Jr. (1998) và Ghostbusters: The Encore Collection (1999).

## Danh sách bài hát
Đĩa 7"
1. "Ghostbusters" – 3:46
2. "Ghostbusters" (không lời) – 4:03

Đĩa 12" tại châu Âu
1. "Ghostbusters" (bản mở rộng) – 6:08
2. "Ghostbusters" (bản dub) – 5:35
3. "Ghostbusters" (bản ngắn) – 4:03

Đĩa 12" tại Anh quốc
1. "Ghostbusters (Searchin' for the Spirit)" – 5:37
2. "Ghostbusters" (không lời) – 5:33

## Xếp hạng
| Bảng xếp hạng (1984-85)                  | Vị trí cao nhất |
| ---------------------------------------- | --------------- |
| Úc (Kent Music Report)                   | 2               |
| Áo (Ö3 Austria Top 40)                   | 8               |
| Bỉ (Ultratop 50 Flanders)                | 1               |
| Canada (RPM)                             | 1               |
| Canada Adult Contemporary (RPM)          | 4               |
| Đan Mạch (IFPI)                          | 1               |
| Châu Âu (European Hot 100 Singles)       | 1               |
| Phần Lan (Suomen virallinen lista)       | 2               |
| Pháp (IFOP)                              | 1               |
| Đức (Official German Charts)             | 4               |
| Hy Lạp (IFPI)                            | 3               |
| Ireland (IRMA)                           | 4               |
| Ý (FIMI)                                 | 8               |
| Hà Lan (Dutch Top 40)                    | 4               |
| Hà Lan (Single Top 100)                  | 5               |
| New Zealand (Recorded Music NZ)          | 2               |
| Na Uy (VG-lista)                         | 2               |
| Nam Phi (Springbok Radio)                | 1               |
| Tây Ban Nha (AFYVE)                      | 1               |
| Thụy Điển (Sverigetopplistan)            | 2               |
| Thụy Sĩ (Schweizer Hitparade)            | 3               |
| Anh Quốc (OCC)                           | 2               |
| Hoa Kỳ Billboard Hot 100                 | 1               |
| Hoa Kỳ Adult Contemporary (Billboard)    | 9               |
| Hoa Kỳ Hot R&B/Hip-Hop Songs (Billboard) | 1               |
| Hoa Kỳ Dance Club Songs (Billboard)      | 6               |

| Bảng xếp hạng (1984)                  | Vị trí |
| ------------------------------------- | ------ |
| Australia (Kent Music Report)         | 3      |
| Belgium (Ultratop 50 Flanders)        | 17     |
| Canada (RPM)                          | 4      |
| Denmark (IFPI)                        | 37     |
| France (SNEP)                         | 2      |
| Germany (Official German Charts)      | 39     |
| Netherlands (Dutch Top 40)            | 26     |
| Netherlands (Single Top 100)          | 57     |
| New Zealand (Recorded Music NZ)       | 5      |
| Switzerland (Schweizer Hitparade)     | 12     |
| UK Singles (Official Charts Company)  | 9      |
| US Billboard Hot 100                  | 9      |
| US Hot R&B/Hip-Hop Songs (Billboard)  | 14     |
| US Top Soundtrack Singles (Billboard) | 4      |
| Bảng xếp hạng (1985)                  | Vị trí |
| Australia (Kent Music Report)         | 82     |
| Italy (FIMI)                          | 16     |

| Bảng xếp hạng (1980-89)              | Vị trí |
| ------------------------------------ | ------ |
| Australia (Kent Music Report)        | 6      |
| UK Singles (Official Charts Company) | 18     |
| US Billboard Hot 100                 | 78     |

| Bảng xếp hạng                        | Vị trí |
| ------------------------------------ | ------ |
| UK Singles (Official Charts Company) | 165    |
| US Billboard Hot 100                 | 382    |

## Chứng nhận
| Quốc gia                                                                           | Chứng nhận | Số đơn vị/doanh số chứng nhận |
| ---------------------------------------------------------------------------------- | ---------- | ----------------------------- |
| Canada (Music Canada)                                                              | Bạch kim   | 100.000^                      |
| Pháp (SNEP)                                                                        | Bạch kim   | 1,160,000                     |
| Anh Quốc (BPI)                                                                     | Vàng       | 1,239,806                     |
| Hoa Kỳ (RIAA)                                                                      | Vàng       | 1.000.000^                    |
| * Chứng nhận dựa theo doanh số tiêu thụ. ^ Chứng nhận dựa theo doanh số nhập hàng. |            |                               |